# Alexander Just

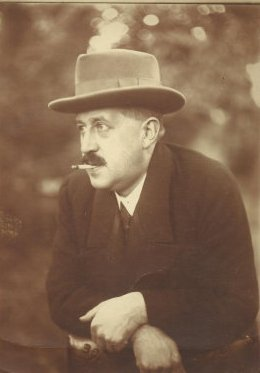
Alexander Just

Friedrich Alexander Just (* 12. April 1874 in Bremen; † 30. Mai 1937 in Budapest) war ein deutsch-ungarischer Chemiker und Erfinder.

## Leben
Seine Eltern waren Maximilian Alexander Just (* 22. Juni 1845 in Marienburg) und Elisabeth Dorothea Sophie Hoyerman. Sein Onkel, der Chemiker Eduard Just hatte eine Fotopapier-Fabrik in Wien.
Die Kaufmannsfamilie zog 1882 nach Wien, wo Alexander zwei Jahre später am Mariahilf-Gymnasium eingeschrieben wurde. 1892 begann er sein Studium an der Universität Wien und hörte Chemie, Physik, Philosophie, Mathematik und Mineralogie. Auf Anregung seines Onkels begann er 1894 mit seiner Doktorarbeit und zwei Jahre später wurde ihm der Doktortitel verliehen. Danach arbeitete er als Assistent 1896 am chemischen Institut der deutschen Karl-Ferdinands-Universität in Prag und dann an der Abteilung für Analytische Chemie der Technischen Universität Wien.
1900 heiratete er Anna Maria Elisabeth Nozsicska, mit der er vier Söhne und eine Tochter hatte. Anfangs lebte die Familie in ärmlichen Verhältnissen in der Gumpendorfer Straße.
Am Institut lernte er Franjo Hanaman kennen, mit dem er ein Verfahren zur Herstellung von Wolframglühdrähten entwickelte, auf das sie im April 1903 ein Patent erhielten. Zwei Glühbirnen, die am Institut für Elektrotechnik getestet wurden, erwiesen sich mit 1 W/HK als wirtschaftlich. Sie wurden an Siemens & Halske verwiesen, wo jedoch gerade die Entwicklung der Tantallampe begonnen hatte, so dass die Verhandlungen ergebnislos blieben. Sie erlangten die Aufmerksamkeit von Richard Engländer und Jozsef Pinter (Onkel von Nicholas Kurti).
Als Hanaman 1904 als Zementchemiker nach Lédecz ging, zogen die Justs nach Breslau, wo Alexander Arbeit bei Egyesült Villamossági (ab 1909 Tungsram) fand.
Zeitungsberichte des Jahres 1916, dass er eine sich aus Luftsauerstoff selbst regenerierende Trockenbatterie erfunden hätte, erwiesen sich als eine Ente.
Im Ersten Weltkrieg diente er als Sanitäter und wurde als Fähnrich der Reserve entlassen. 1919 erhielt er die ungarische Staatsbürgerschaft.

## Werke
- Über β-Toluylpicolinsäure und β-Tolylpyridylketon. In: Monatshefte für Chemie 18 (1897), S. 452–459.
- Die analytischen Reaktionen der technisch wichtigen Elemente. Mit Anhang: Anleitung zur Aufsuchung und Trennung der Elemente. Hartleben: Wien, Leipzig 1904.